# Melting
Melting é o segundo extended play da cantora sul-coreana Hyuna, lançado em 21 de outubro de 2012. O álbum contêm o single número um "Ice Cream". A data de lançamento estava inicialmente prevista para 22 de outubro de 2012, mas devido a um vazamento foi lançado no dia anterior pela Cube Entertainment.

## Lista de faixas
| N.º | Título                                             | Duração |  |
| 1.  | "Straight Up (흐트러지지 마)"                      | 02:54   |  |
| 2.  | "Ice Cream (Feat. Maboos)"                         | 03:16   |  |
| 3.  | "Unripe Apple (풋사과; Feat. Jung Ilhoon de BTOB)" | 03:17   |  |
| 4.  | "Dear Boyfriend (내 남자친구에게)"                 | 03:44   |  |
| 5.  | "Very Hot"                                         | 03:42   |  |